# Rezerwat przyrody Torfowiska Doliny Izery
Rezerwat przyrody Torfowiska Doliny Izery – torfowiskowy rezerwat przyrody w województwie dolnośląskim położony w gminie Mirsk oraz częściowo na terenie gminy miejskiej Szklarska Poręba. Obejmuje m.in. część Hali Izerskiej, a przy jego granicy znajduje się schronisko turystyczne Chatka Górzystów.
Utworzony w 2000 roku w celu ochrony roślinności torfowiskowej, zastąpił rezerwat Torfowisko Izerskie o powierzchni 44,72 ha, utworzony w 1969 dla ochrony stanowiska brzozy karłowatej (jest to jedno z trzech miejsc występowania tej rośliny w Polsce). Występują tu również kosodrzewina (jest to najniżej położone stanowisko w Polsce), jałowiec halny, bażyna czarna, malina moroszka, mchy torfowce, rosiczki, turzyce i wełnianki. Rezerwat ma powierzchnię 529,36 ha. Ciąg torfowisk typu wysokiego i przejściowego powstał na skutek dużych opadów atmosferycznych oraz stagnacji wody przy nieprzepuszczalnym podłożu, jak również wyrębu podmokłych lasów iglastych przez osadników czeskich (około XVII w.). Istniejące przed tym małe torfowiska rozrosły się (m.in. przez podniesienie się poziomu wód gruntowych), natomiast lasy nie odrodziły się.
Izerskie torfowiska zaczęły rozwijać się już pod koniec epoki lodowcowej, co sprawia, że najgłębsze pokłady osiągają wiek 11 tysięcy lat.
Obszar rezerwatu jest objęty ochroną czynną.
Model roślinności torfowiskowej występującej w rezerwacie został udostępniony w Ogrodzie Dydaktycznym Izery Trzech Żywiołów w Nadleśnictwie Świeradów w Świeradowie-Zdroju.